# 爵溪街心戏亭
29°28′31.92″N 121°56′51.09″E / 29.4755333°N 121.9475250°E
爵溪街心戏亭是浙江省象山县的一处戏亭，位于爵溪街道，又名桅亭。现存建筑建于清代咸丰年间，北面与两层厢房紧连，作为后台使用。东、南、西面面朝三条大街。亭分上下两层，下层高四米半，上层高七米，雕刻精美。
1997年8月29日，爵溪街心戏亭被纳入第四批浙江省文物保护单位。